# リノベーション
リノベーションとは、
1. リフォームと比べて大規模な建物の改修のこと。本項で詳述する。
2. 英語の Renovation は、修復、刷新、改修などの意。建物の改修を指す意味としても用いられる（カタカナ語のリフォームとリノベーションを含む。）。英語で reform は改宗、心を入れ替えるという意味で、建物の改修の意味にはあまり使われない。「#リノベーションとリフォームの違い」の節も参照。

リノベーションとは、既存の建物に大規模な改修工事を行い、用途や機能を変更して性能を向上させたり付加価値を与えることである。マンションの一部屋から一棟、また、木造・RC造・鉄骨造など、特に構造に関係なく行うことが可能。

## 概要
リノベーション住宅は戸建住宅のリノベーション物件と、マンションなど集合住宅（分譲住宅）のリノベーション物件に大きく分けられる。さらに、自分で中古住宅を購入してからリノベーションを行う場合と、あらかじめリノベーション工事が済んだ物件を購入する場合とがある。
特に自分で中古住宅を購入してからリノベーションを行う場合、以下の様なメリットが挙げられる。
- 自分の住み方に合わせて、内壁や床、天井の撤去や再構築も含め、自由に内装を設計できる
- 新築に比べて費用を抑えられる
- 物件契約に関して都心部など人気が集中するエリアでも、中古物件や住宅団地なら残っている可能性が高い
- 資産価値の面で見ると、購入時よりも物件の価値を上げることができる。転居などによって売却する際に有利となる。
  - 賃貸物件の場合、大家との相談の元で負担を分担する形で行うことも可能。

逆にデメリットとしては
- 住むまでに時間を要する
- 耐震性能などの検査が必要な場合がある（戸建住宅の場合）
- 一般の住宅ローンでは、借入額に制限がかかる場合がある

などが挙げられる。
また、建築資格などを持つ専門家ではない者が自分でリノベーションをする際には、リフォーム会社や設計事務所、不動産会社、金融機関など複数の会社に依頼する必要があり負担が大きい。ただし近年では、ワンストップでリノベーションのサービスを提供する、ワンストップリノベーション業者も増えている。ワンストップとは、ひとつの場所でさまざまなサービスが受けられるということを指す。ワンストップリノベーションにおいては、リフォーム会社や設計事務所、不動産会社、金融機関などの窓口をひとつに統一することができ、負担を軽減することができる。さらに独自ローンの適用などが行える場合もある。

## リノベーションとリフォームの違い
リノベーションとリフォームは混同されやすい言葉である。どちらも住宅に手を加える点では同じだが、厳密にはその目的の部分で次のような違いがある。
リフォームは「老朽化した建物を建築当初の性能に戻すこと」を指し、元に戻すための修復の意味合いが強い。古くなったキッチンを新しいものに変えることや、汚れた壁紙を張り替えるなどの小規模な工事は「リフォーム」に分類される。
一方リノベーションは、修復だけでなく「用途や機能を変更して性能を向上させたり価値を高めたりする」行為も含むため、より良く作り替えるという目的が含まれている。工事の規模も、間取りの変更を伴うような大規模なものを指すことが多い。
英語ではどちらも「renovation」であり、reformは住宅の改修という意味ではあまり使われない。

## 一般社団法人リノベーション協議会
関連法人として、リノベーションに関する技術や品質などの標準化、普及浸透の事業などを行うことにより、安全で快適、かつ多様化するニーズに対応したリノベーション及びリノベーション住宅の提供を図り、既存住宅の流通活性化に寄与することを目的とした、一般社団法人リノベーション協議会（2018年9月1日に「一般社団法人リノベーション住宅推進協議会」より名称変更）がある。

## リノリース
リノリースとは、賃貸物件を所有されている大家さまの空室をリノリースCLUBの企画・設計でリノベーションすることで、リノリースCLUBが最長10年の間、相場家賃の95％で借り上げ、必ず満室にして大家さまへお返しするという長期安心サービスです。
大家さまにとっては家賃の安定収入の確定と、リノベーション投資による節税効果（支出の削減）で、賃貸物件の収益拡大が実現できる提案しやすいサービスとなっております。

## エリアリノベーション
エリアリノベーションとは、リノベーションが同時多発的に起こることである。アクティブな点が互いに影響し合い、増幅しながらつながることで、点と点だったリノベーションが面のリノベーションとなりエリア全体に都市開発の波が広がる。
エリアリノベーションが起こった街を判別するには、「目に見えて景観が変化していること」、「変化が継続し、日常化していること」、「経済的に自立していること」、「デザインがかっこいいこと」の4点を基準としている。そして実際にエリアリノベーションが起こった具体例は以下の6つの街である。
- 東京都神田・日本橋(CET)
- 岡山市問屋町
- 大阪市阿倍野・昭和町
- 尾道市旧市街地
- ⻑野市善光寺門前
- 北九州市小倉・魚町

具体的なプロセスとしては以下の7点が挙げられる。
1. 変化の兆しを発見する。
2. 出発点を設定する。
3. 具体的な事業を発足しお金を動かす。
4. 運営組織の形態を明確化する。
5. 地域や行政と適度に距離を置く。
6. 安く効果的なプロモーションを試行錯誤する。
7. 活気を少しずつエリアに波及させていく。

## 関連文献
- 馬場正尊+Open A『「エリアリノベーション」変化の構造とローカライズ』  学芸出版社、2016年5月25日、6頁
- 馬場正尊、中江研、加藤優一『「CREATIVE LOCATION」エリアリノベーション海外編』学芸出版社、2017年12月10日
- 小池志保子、宮部浩幸、花田佳明、川北健雄、  山之内誠、森一彦 『「リノベーションの教科書」企画・デザイン・プロジェクト』学芸出版社、2018年4月」
- l 小林重敬『「エリアマネジメント」地区組織による計画と管理運営』 学芸出版社、2005 年4月